# Норма реакции
Но́рма реа́кции — способность генотипа формировать в онтогенезе, в зависимости от условий среды, разные фенотипы. Она характеризует долю участия среды в реализации признака и определяет модификационную изменчивость вида. Чем шире норма реакции, тем больше влияние среды и тем меньше влияние генотипа в онтогенезе.
Один и тот же ген в разных условиях среды может реализоваться в несколько проявлений признака (фенов). В каждом конкретном онтогенезе из спектра проявлений признака реализуется только один. Аналогично один и тот же генотип в разных условиях среды может реализоваться в целый спектр потенциально возможных фенотипов, но в каждом конкретном онтогенезе реализуется только один фенотип. Под наследственной нормой реакции понимают максимально возможную ширину этого спектра: чем он шире, тем шире норма реакции. Фенотипическое значение любого количественного признака (Ф) определяется, с одной стороны, его генотипическим значением (Г), с другой стороны — влиянием среды (С):
Ф = Г + С.
Если влияние среды выразить в виде доли χ от фенотипического значения, то есть
С = χ × Ф,
то 
Ф = Г / (1 — χ).
Если взять крайние значения фенотипа при максимальном влиянии среды, то
χ = 1 — (Г / Ф) = 1 — H,
где H — наследуемость. χ является нормой реакции по данному признаку. Норма реакции — это та максимальная доля от фенотипического значения признака, на которую может изменить признак среда.
Все биологические виды имеют определённую норму реакции генотипа, без изменения которого (в ходе микроэволюции) амплитуда изменений фенотипа не может выйти за генетически детерминированный предел.